# Festival Iberoamericano de Circo
El Festival Iberoamericano de Circo (FIRCO) es un festival español especializado en circo, que tiene lugar desde 2018 en Madrid. Es la única competición de circo de números cortos en la que participan exclusivamente artistas de Iberoamérica.

## Trayectoria
FIRCO fue creado en 2016 con la intención de fomentar y reconocer el arte circense iberoamericano de alto nivel. En 2018, tras conseguir el apoyo del Teatro Circo Price, se celebró la primera edición en dicha sede en Madrid. Tiene una periodicidad anual, y se lleva a cabo durante 3 días, en el mes de octubre. Está organizado por la asociación cultural Circontinentes en coproducción con el Price, bajo la dirección artística del gestor cultural español, Carlos Such.
Cada año, FIRCO selecciona y reúne a 16 compañías, más de 20 artistas de circo procedentes de al menos 10 países de Iberoamérica y de diferentes disciplinas circenses. Las compañías seleccionadas compiten durante 2 días en la semifinal ante un jurado internacional especializado del sector, entre los que destacan: María Folguera, Graziella Galán, Leandro Mendoza, profesores de la Escuela de Circo Carampa, representantes del Cirque du Soleil, de otros festivales como Circuba o de medios como CircusTalk; que selecciona a los ganadores de los 3 premios principales. También se otorgan otros premios especiales como el del Público. Los premios a los ganadores, que incluyen una dotación económica, se entregan el último día, tras celebrarse la final.
Cada edición tiene una maestra de ceremonia que se encarga de presentar a las compañías y sus números durante cada función, entre las que se encuentran actrices como Inma Cuevas, Mariola Fuentes o Raquel Molano. Además, cuenta con la animación de música en directo, ejecutada por bandas como Ombligo Orquestina.
Durante el evento, también, se realizan talleres y formaciones para los artistas, así como, encuentros entre diferentes profesionales del sector.
Debido a la pandemia de COVID-19, la edición de 2020 se canceló. En su lugar se presentó el documental, El Vuelo Circular, que muestra entrevistas y números de diferentes disciplinas circenses realizados por artistas iberoamericanos: suspensión capilar por Andrea Ríos (Colombia), rueda Cyr y clown por Aimé Morales (Venezuela), malabares por Dulce Duca (Portugal), cintas aéreas Marco Motta (Brasil) y báscula coreana por la compañía Trocos Lucos (España); en 5 espacios icónicos de Madrid: el Price, el Palacio de Cibeles, el Matadero Madrid, La Tabacalera de Lavapiés y el Frontón Beti Jai respectivamente. Esta obra estuvo disponible para su acceso libre y en línea por el Price.

## Reconocimientos
El documental El Vuelo Circular, realizado en sustitución del evento cancelado en 2020, fue seleccionado, en 2021, para la segunda edición de SGAE Documental, evento impulsado por la Fundación SGAE y que consiste en la selección por un jurado especializado de una muestra de documentales españoles para su promoción y proyección en salas de cine.